# Harter Brocken: Die Kronzeugin
Harter Brocken: Die Kronzeugin ist ein deutscher Kriminalfilm von Holger Karsten Schmidt und Florian Baxmeyer aus dem Jahr 2017. Es handelt sich um den zweiten Kriminalfilm der Harter-Brocken-Reihe mit Aljoscha Stadelmann als Polizist Frank Koops. Die Haupt-Gastrollen dieser Folge sind besetzt mit Alwara Höfels, Anja Kling, Johannes Krisch und Stephan Grossmann. Moritz Führmann ist als Postbote Heiner Kelzenberg und Anna Fischer als Koops Kollegin Mette Vogt zu sehen. 
Koops versucht in dieser Episode eine Kronzeugin vor ihren Feinden zu schützen, die zuvor unter den Beamten des LKA Niedersachsen ein Blutbad angerichtet haben.

## Handlung
Ortspolizist Koops hat in seinem beschaulichen Harzstädtchen selten viel zu tun. So schnitzt er wieder einmal an einer Specksteinfigur, als Postbote Heiner Kelzenberg ihm die Post bringt. Auch die Polizistin Mette Vogt bringt etwas Abwechslung, weil sie vom Nachbarrevier Braunlage kommt und sich mit Koops im Schießen übt. Zum Abend wird es aber richtig interessant, denn Christiane Kuschnereit vom LKA Hannover erscheint in St. Andreasberg, um hier eine Kronzeugin unterzubringen, die bis zum Prozessbeginn gegen Kuzman Petrovic in einem Ferienhaus versteckt gehalten werden soll. Kuschnereit weiht Koops, den sie aus Zeiten ihrer Polizeiausbildung kennt, in ihr Vorhaben ein, damit er ihr über Auffälligkeiten rechtzeitig Bescheid geben kann.
Am nächsten Morgen ist zunächst alles ganz normal, doch dann bemerkt Koops, wie ihm Heiner auf seiner Tour entgegenkommt, obwohl er gerade erst einen Postboten in die entgegengesetzte Richtung hat fahren sehen. Intuitiv rennt er zum Ferienhaus, wo der falsche Postbote gerade an die Tür klopft und das Unheil seinen Lauf nimmt. Die Kronzeugin, Kuschnereit und deren Kollege werden von zwei Auftragskillern getötet, die im Feuergefecht ebenfalls den Tod finden. Als Koops eintrifft, erfährt er von der sterbenden Kuschnereit, dass die echte Kronzeugin noch lebt und hier im Ferienhaus nur ein Double untergebracht wurde. Sie gibt Koops eine Telefonnummer, damit er sich um Matilda Schönemann kümmert und sie am nächsten Tag nach Goslar zum um 9:00 Uhr stattfindenden Gerichtstermin bringen kann. Inzwischen treffen Philipp Benedikt und Tobias Gottschalk vom LKA in St. Andreasberg ein und übernehmen die weiteren Ermittlungen. Koops kann nicht wissen, dass beide Maulwürfe sind und für Petrovic arbeiten, und sofort erkannt haben, dass die eigentliche Kronzeugin nicht zu den Opfern zählt.
Koops nimmt telefonisch Kontakt zu Matilda Schönemann auf und trifft sich mit ihr im Wald, um ihr Versteck im Hotel nicht zu verraten. Schönemann zweifelt, ob sie nun noch aussagen oder sich lieber zurückziehen soll, doch Koops erklärt ihr, dass sie dann stets in Angst vor möglichen Verfolgern leben werde und dass Menschen ihr Leben umsonst gegeben hätten, um sie zu schützen. So kann er sie überzeugen, sich von ihm nach Goslar zum Prozesstermin bringen zu lassen. Zu ihrer eigenen Sicherheit gibt er ihr eine Waffe und schickt sie bis zum nächsten Tag zurück ins Hotel.
Philipp Benedikt und Tobias Gottschalk rekrutieren zwei Leute, die sie bei ihrer Suche nach der Kronzeugin unterstützen sollen. Sie selbst nehmen noch einmal Kontakt zu Koops auf, der dabei bemerkt, dass die beiden nicht am Wohl der Kronzeugin interessiert sind. Deshalb will er Matilda Schönemann sofort aus dem Hotel wegholen. Dabei wird er von Tobias Gottschalk überrascht und im Handgemenge am Arm verletzt, Gottschalk hingegen wird von Schönemann getötet. Koops und Schönemann müssen sich beeilen, den korrupten LKA-Leuten zu entkommen, die ihnen auf die Spur gekommen sind, nachdem sie Gottschalks Leiche im Hotel entdeckt haben. Die Flüchtigen ziehen sich in die Wälder zurück, wo Koops sich gut auskennt. Benedikt lässt derweil die Straßen sperren und per Ringfahndung und auch mit Hubschrauber nach den beiden suchen. Koops will die Aufmerksamkeit auf sich lenken und schickt Schönemann zu einer Bushaltestelle in der Nähe, wo sie allein nicht auffallen dürfte und mit dem Bus bis nach Goslar fahren könne. Der Plan misslingt, denn Benedikt lässt auch die Bushaltestelle überwachen. Schönemann trifft nun auf Benedikt und seine beiden Helfer. Sie flüchtet über die Straße auf dem Damm des Stausees, wo es nun zum Showdown kommt, als Koops mit seinen beiden Helfern Heiner Kelzenberg und Mette Vogt eintrifft. Dank Mettes Treffsicherheit können Benedikt und seine Leute ausgeschaltet werden.

## Produktionsnotizen
Der Film wurde von der H & V Entertainment GmbH im Auftrag der ARD Degeto Film für die ARD produziert. Die Dreharbeiten fanden 2016 u. a. in Sankt Andreasberg im Harz statt sowie im Torfhaus HARZRESORT und an der Odertalsperre. Eine Szene spielt in der JVA Rosdorf.

## Rezeption

### Einschaltquote
Die Erstausstrahlung des Films im Programm der ARD Das Erste erfolgte am 25. November 2017, einem Samstag, zur Hauptsendezeit. Er wurde von 6,44 Millionen Zuschauern gesehen, der Marktanteil betrug 20,8 Prozent.

### Kritik
Rainer Tittelbach von tittelbach.tv befand: „Häufig bedarf es gar nicht übermäßig vieler narrativer Erfindungen. In dieser Geschichte ist von vornherein alles nachvollziehbar. Übertragen aufs Textuelle: Es ist eine Geschichte aus lauter Hauptsätzen. Die Handlung ist überschaubar, das Gezeigte erklärt sich selbst, die Situationen sind entsprechend klar, die Bösen sind cool, die Guten sind sympathisch, nicht sympathisch wie der Mann von der Hamburg-Mannheimer, sondern sympathisch wie eine alltagsnahe Kunstfigur: integer, einsam, melancholisch und doch mit sich und der Welt im Reinen.“
Bei der Frankfurter Rundschau analysierte Harald Keller: „Wieder stammt das Skript von dem fleißigen Holger Karsten Schmidt, der das bereits bewährte Muster aufgreift und variiert: In Gefahr und größter Not wächst ein korpulenter, dickfelliger, von seinen Gegnern notorisch unterschätzter Provinzbulle über sich hinaus. Ein bisschen Glück und gute Freunde sind dabei nicht von Nachteil.“ „Gegenüber anderen Regionalkrimis fällt auf, dass sich Autor Schmidt und Regisseur Florian Baxmeyer örtliche Gegebenheiten wie Skilift, Stollen, Staumauern inhaltlich wie inszenatorisch zunutze machen, statt sie allein als Dekor zu begreifen. Die Landschaft wird so ins Bild gesetzt, dass sie nicht bloß einen beliebig auswechselbaren Schauplatz abgibt, sondern die Handlung auch illustriert. Die Fotografie trägt zur Spannung bei, so wie der Schnitt, der mitunter parallele, eigentlich unverbundene Handlungen wie Reaktionen aufeinander wirken lässt.“